# Carl Hartmann (Tenor)
Carl Hartmann (* 12. Mai 1895 in Solingen; † 30. Mai 1969 in München) war ein deutscher Tenor.

## Leben und Wirken
Nach dem Schulbesuch war Hartmann zunächst in einer Rasiermesserfabrik in Solingen tätig und sang in dieser Zeit in mehreren Chören. Ein Musikkritiker als Köln entdeckte sein musikalisches Talent als Sänger und vermittelte eine Gesangsausbildung in Köln, die Hartmann 1921 in Düsseldorf bei Richard Senff professionell fortsetzte. Sein Bühnendebüt hatte er 1928 am Stadttheater von Wuppertal-Elberfeld als „Tannhäuser“. 1930 ging er auf Tournee in die USA. Von 1931 bis 1933 sang er an der Städtischen Oper in Berlin, danach bis 1935 am Opernhaus Köln a. Rh. Hier trat er meist als Heldentenor oder Wagner-Sänger auf. Es folgten zahlreiche weitere Engagements u. a. in Zoppot, Wien und von 1942 bis 1943 in Barcelona.
Hartmann trat mehrfach im Hörfunk auf und nahm mehrere Schallplatten auf.